# Noémie : Le Secret
Pour les articles homonymes, voir Noémie.
Pour plus de détails, voir Fiche technique et Distribution.
Noémie : Le Secret est un film québécois réalisé par Frédérik D'Amours sorti en 2009.
Le scénario du film est tiré d'après les romans jeunesse à succès de la série Noémie de Gilles Tibo.

## Synopsis
Noémie, une fillette de presque huit ans, s'est liée d'amitié avec madame Lumbago, sa voisine de l'appartement d'au-dessus. L'approche de l'anniversaire de la mort du mari de madame Lumbago, monsieur Émile, rappelle à Noémie une histoire que ce dernier aimait bien raconter, une histoire de trésor qui serait caché quelque part dans l'appartement. C'est en cherchant ce trésor que Noémie, à travers de nombreuses péripéties, découvre un peu plus le monde des adultes.

## Fiche technique
Sources : IMDb et Films du Québec
- Titre original : Noémie : Le Secret
- Réalisation : Frédérik D'Amours
- Scénario : Marc Robitaille sur une idée de Gilles Tibo
- Musique : Mario Sévigny
- Conception visuelle : Jean Bécotte
- Costumes : Lyse Bédard
- Maquillage : Émilie Gauthier
- Coiffure : Anne-Marie Lanza
- Photographie : Bernard Couture (en)
- Son : Simon Poudrette, Christian Rivest, Stéphane Bergeron
- Montage : Éric Genois
- Production : Christian Larouche (en) et Caroline Héroux
- Société de production : Christal Films Productions
- Société de distribution : Les Films Séville
- Budget : 3,5 millions $ CA
- Pays de production :  Canada
- Tournage : du 2 juillet au 14 août 2008 à Montréal
- Langue originale : français
- Format : couleur
- Genre : aventure, comédie jeunesse
- Durée : 104 minutes
- Dates de sortie :
  - Canada : 6 décembre 2009 (première au cinéma Impérial à Montréal)[2]
  - Canada : 11 décembre 2009 (sortie en salle au Québec)
- Classification :
  - Québec : Visa général[3]

## Distribution
- Camille Felton : Noémie
- Rita Lafontaine : madame Lumbago (Blanche)
- Raymond Bouchard : Émile Lumbago
- Marina Orsini : Jeanne, la mère de Noémie
- Paul Doucet : François, le père de Noémie
- Nicolas Laliberté : Francis, ami de Noémie
- Catherine Bégin : Micheline
- Édith Cochrane : madame Cynthia, l'institutrice de Noémie
- Mario Tessier : policier
- José Gaudet : policier
- Antoine Vézina : garçon resto chic
- Michel Dumont : monsieur Bellemare, banquier
- Danièle Lorain : caissière de la banque
- Sharlene Royer : Julie Tremblay, l'infirmière de madame Lumbago
- Gilles Tibo : vendeur comploteur